# Dinastia al-Ya'arubi

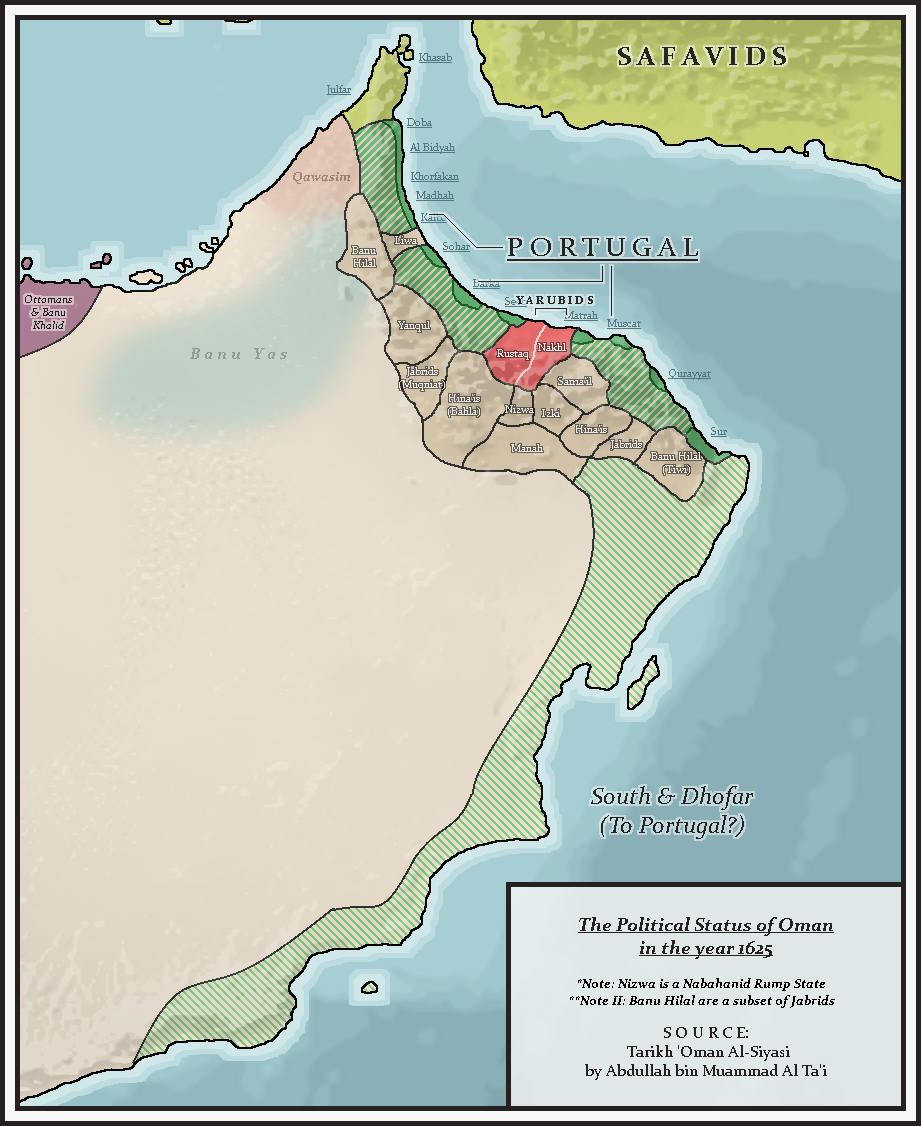
Yarubidi alla loro fondazione nel 1625

La dinastia al-Ya'arubi (in arabo أسرة آل يعرب‎?) (nota anche come Yarubi, Yaruba, Ya'ariba) furono i governatori dell'Oman tra il 1624 e il 1742, detenendo il titolo di Imam. Espulsero i portoghesi dalle roccaforti costiere di Mascate e unirono il paese. Migliorarono l'agricoltura, ampliarono il commercio e trasformarono l'Oman in una grande potenza marittima. Le loro forze espulsero i portoghesi dall'Africa orientale e stabilirono insediamenti duraturi a Zanzibar, Mombasa e in altre parti della costa. La dinastia perse il potere durante una lotta di successione iniziata nel 1712 e cadde dopo un lungo periodo di guerra civile.

## Sfondo
L'Oman era tradizionalmente diviso tra l'interno relativamente arido e scarsamente popolato e la regione costiera più popolosa. C'era spesso, in via generale, un esiguo potere governativo o assente all'interno e le tribù combattevano spesso tra loro. Esse condividevano la fede nel ramo ibadita dell'Islam, distinto dalle principali scuole sunnite e sciite. La regione costiera, in particolare la costa nord-orientale intorno a Mascate, era più rivolta verso l'esterno, con legami di lunga data con la Mesopotamia e la Persia.
Dopo i primi albori dell'Islam, le tribù interne erano guidate dagli imam, che detenevano il potere sia spirituale che temporale. Il ramo Yahmad delle tribù Azd ottenne il potere nel IX secolo e stabilirono un sistema in cui gli ulama dei Banu Sama, la più grande delle tribù ibadite dell'interno, selezionavano l'imam. L'autorità degli imam declinò a causa delle lotte di potere, e nel 1154 la dinastia Nabhani salì al potere come muluk (regnanti), mentre gli imam furono ridotti in larga parte a un significato puramente simbolico. L'Imam aveva poca autorità morale poiché il titolo veniva trattato ogni volta come proprietà della tribù dominante. Nel 1507 i portoghesi conquistarono la città costiera di Mascate e gradualmente estesero il loro controllo lungo la costa fino a Sohar a nord e fino a Sur a sud-est.

## Primi governatori

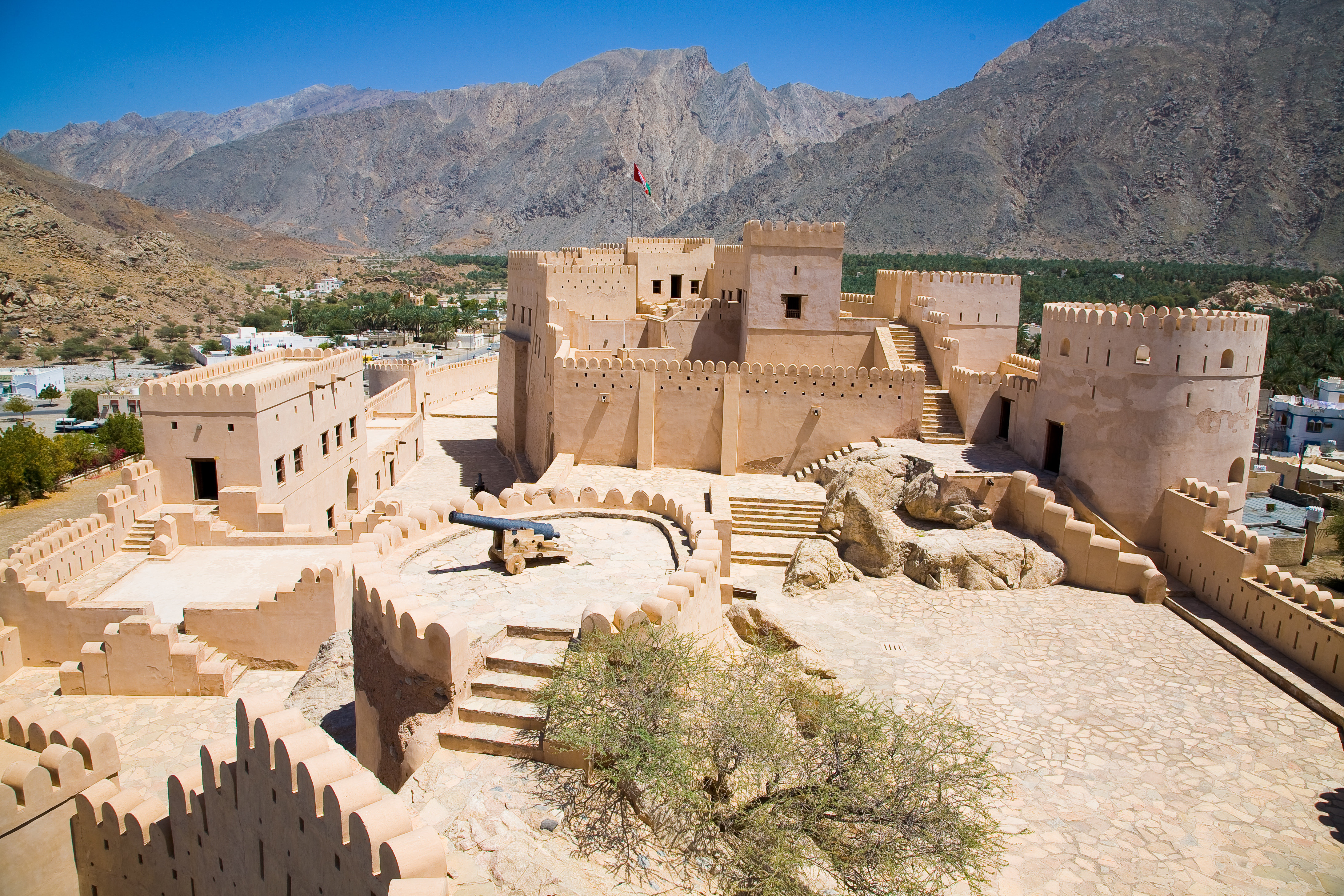
Forte Nakhal, una roccaforte della dinastia

Gli al-Ya'arubi tracciano la loro discendenza da Ya'arab bin Kahtan, che alcuni fanno risalire all'800 a.C. circa. La famiglia era originaria dello Yemen e apparteneva alla fazione Ghafiri. Nasir bin Murshid bin Sultan al Ya'Aruba (1624-1649) fu il primo imam della dinastia e fu eletto nel 1624. Spostò la capitale a Nizwa, l'antica capitale dell'Imamato Ibadhi. Nasir bin Murshid riuscì a unificare le tribù con l'obiettivo comune di espellere i portoghesi. Costituì l'esercito omanita e prese le città principali come anche i forti di Rustaq e Nakhal. Le sue forze cacciarono i portoghesi da Julfar (oggi Ras al-Khaimah) nel 1633. Nel 1643 presero il forte di Sohar.
A Nasir bin Murshid successe il sultano bin Saif (1649-1688), suo cugino. Il sultano bin Saif completò il compito di espellere i portoghesi. Catturò Sur, Qurayyat e Mascate, allargò la flotta e attaccò i portoghesi sulla costa del Gujarat. Sotto il sultano bin Seif e i suoi successori l'Oman divenne una forte potenza marittima. Nel 1660 le forze dell'Oman attaccarono Mombasa, costringendo i portoghesi a rifugiarsi a Forte Jesus. Negli anni successivi continuarono i combattimenti tra le forze del Portogallo e dell'Oman sulla costa dell'Africa orientale.
Bil'arab bin Sultan (1679-1692) successe come Imam nel 1679 dopo la morte del padre, Sultan bin Saif. Ciò confermò che la successione era ormai ereditaria, poiché anche suo padre era succeduto dinasticamente, anche se nella tradizione ibadita veniva eletto l'Imam. La gran parte del suo regno fu impegnata in una lotta con suo fratello, Saif bin Sultan, che successe a Bil'arab bin Sultan quando morì a Jabrin nel 1692.

## Massimo potere

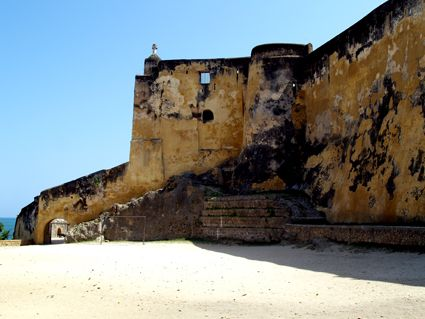
Forte Jesus sull'isola di Mombasa

Saif bin Sultan (1692-1711) investì nel miglioramento dell'agricoltura. Costruì le aflaj in molte parti dell'interno per il rifornimento di acqua e piantò palme da dattero nella regione di Al Batinah per incoraggiare gli arabi a trasferirsi dall'interno e stabilirsi lungo la costa. Fu costruito un grande falaj per fornire acqua alla città di Al Hamra, e sembra che la dinastia avesse sostenuto importanti investimenti negli insediamenti e nei lavori agricoli come i terrazzamenti lungo il Wadi Bani Aw. Saif bin Sultan costruì nuove scuole e fece del castello di Rustaq la sua residenza, aggiungendo la torre del vento Burj al Riah.
Nel 1696 gli omaniti attaccarono nuovamente Mombasa, assediando 2.500 persone che si erano rifugiate a Fort Jesus. L'assedio di Fort Jesus terminò dopo 33 mesi quando i tredici sopravvissuti alla carestia e al vaiolo si arresero agli omaniti, che divennero da allora la potenza dominante sulla costa. L'espansione del potere e dell'influenza dell'Oman verso sud incluse il primo insediamento su larga scala di Zanzibar da parte di migranti omaniti. Gli omaniti divennero noti agli europei come pirati e attaccarono le basi portoghesi nell'India occidentale. Gli omaniti si spostarono anche nel Golfo Persico, prendendo il Bahrein dai persiani, tenendolo per diversi anni.
Saif bin Sultan morì il 4 ottobre 1711. Fu sepolto nel castello di Rustaq in una lussuosa tomba, poi distrutta da un generale wahhabita. Alla sua morte aveva una grande ricchezza, che si dice comprendesse 28 navi, 700 schiavi maschi e un terzo degli alberi di datteri dell'Oman. Gli successe suo figlio, il sultano bin Saif II (1711-1718) che stabilì la sua capitale ad Al-Hazm sulla strada da Rustaq alla costa. Oggi rimane solo un villaggio, e ci sono ancora i resti di una grande fortezza che fece costruire intorno al 1710 e che contiene la sua tomba.

## Guerre civili e invasioni persiane

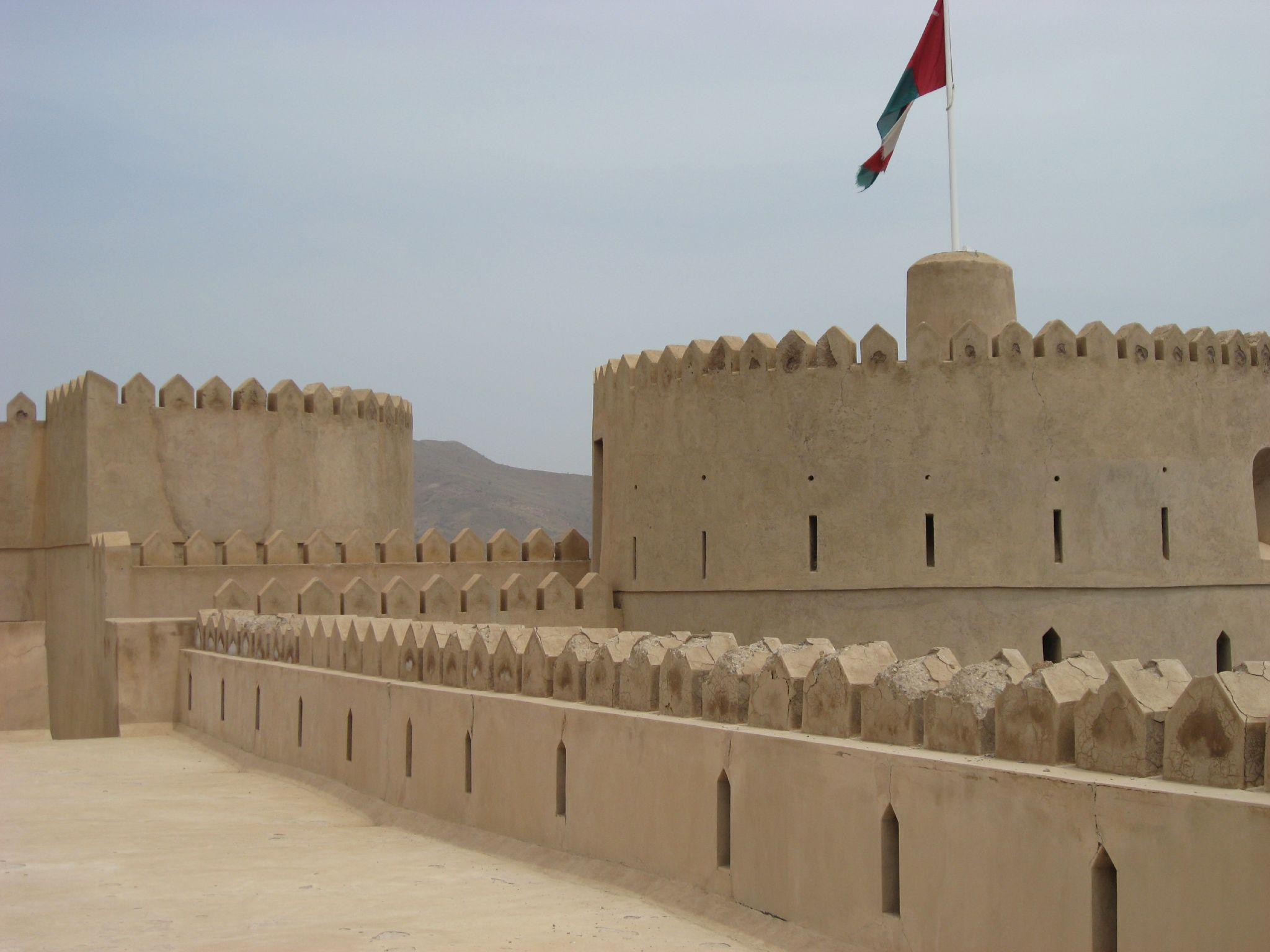
Il forte di Rustaq, un'altra importante roccaforte

Quando Sultan bin Saif II morì nel 1718, iniziò una lotta tra contendenti rivali per l'Imamato. Una fazione sostenne il giovane Saif bin Sultan II mentre un'altra appoggiò Muhanna bin Sultan, il quale era ritenuto più qualificato per il ruolo di Imam. Nel 1719 Muhanna bin Sultan fu portato di nascosto nel forte di Rustaq e proclamato imam. Era impopolare e l'anno successivo fu deposto e ucciso da suo cugino Ya'arub bin Bal'arab. Ya'arub bin Bal'arab designò Saif bin Sultan II come Imam e si proclamò Tutore. Nel maggio 1722 Ya'Arab fece il passo successivo e si autoproclamò Imam. Ciò causò una rivolta guidata da Bel'arab bin Nasir, un parente per matrimonio dell'imam deposto. Nel 1723 Ya'arub bin Bal'arab fu deposto e Bal'arab bin Nasir divenne il Tutore.
Scoppiò una guerra civile in cui Muhammad bin Nasir prese il potere e fu eletto Imam nell'ottobre 1724. Il suo rivale, Khalf bin Mubarak, fomentò zizzania tra le tribù del nord e in uno scontro a Sohar nel 1728 furono uccisi sia Khalf bin Mubarak che Muhammad bin Nasir. La guarnigione di Sohar riconobbe Saif bin Sultan II come Imam, e fu reinstallato a Nizwa. Tuttavia, alcuni degli abitanti di Az Zahirah elessero come Imam il cugino di Saif, Bal'arab bin Himyar. Dopo i primi scontri, gli imam rivali rimasero armati ma evitarono le ostilità per alcuni anni. Belarab controllò la maggior parte dell'interno e gradualmente guadagnò il predominio sulla terraferma. Saif fu sostenuto solo dai Beni Hina e da poche tribù alleate, ma aveva la marina e i principali porti marittimi di Mascate, Burka e Sohar.

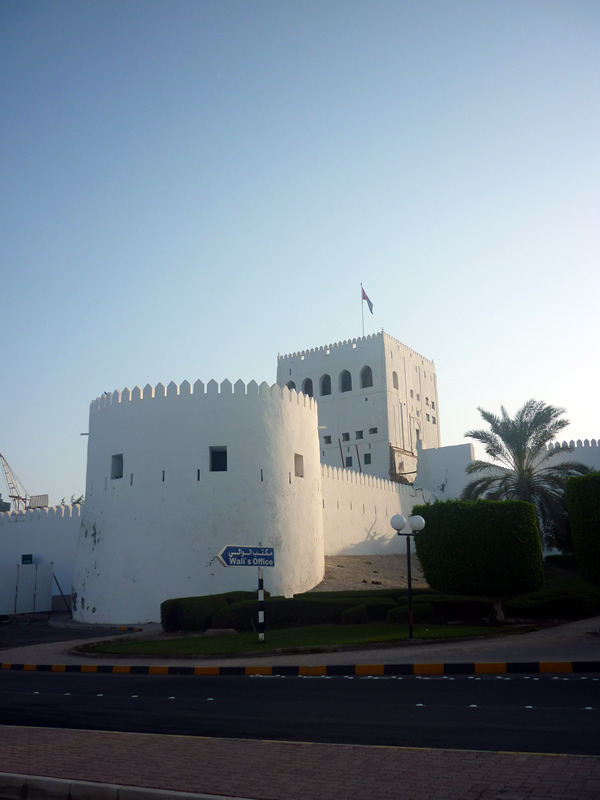
Il forte di Sohar

Con il suo potere in declino, Saif bin Sultan II alla fine chiese aiuto contro il suo rivale di Nader Shah di Persia e una forza persiana arrivò nel marzo 1737. Saif bin Sultan si unì ai persiani e marciarono verso Az Zahirah dove incontrarono e sbaragliarono le forze di Bal'arab bin Himyar. I Persiani avanzarono attraverso l'interno, conquistando città, uccidendo, saccheggiando e prendendo schiavi. In seguito tornarono in Persia, portando con sé il loro bottino. Per alcuni anni dopo l'evento Saif bin Sultan II rimase il sovrano indiscusso, ma condusse una vita autoindulgente, che gli mise contro le tribù. Nel febbraio 1742 un altro membro della famiglia al-Ya'arubi, Sultan bin Murshid, fu proclamato Imam. Egli fu insediato a Nakhal e iniziò a perseguitare Saif bin Sultan, che fece nuovamente appello ai persiani per chiedere aiuto, promettendo di cedere loro Sohar.
Una spedizione persiana arrivò a Julfar intorno all'ottobre 1742. Assediarono Sohar e inviarono forze a Mascate, ma non furono in grado di occupare nessuna delle due località. Nel 1743 Saif fu indotto con l'inganno a lasciare che i persiani prendessero gli ultimi forti a Mascate. Morì poco dopo. I persiani presero Mascate e attaccarono nuovamente Sohar. L'Imam Sultan bin Murshid fu ferito a morte sotto le mura di Sohar a metà del 1743. Bal'arab bin Himyar fu eletto Imam al suo posto. Dopo aver resistito a nove mesi di assedio a Sohar, il governatore Ahmad bin Said al-Busaidi negoziò una resa onorevole e fu confermato governatore di Sohar e Barka in cambio del pagamento di un tributo. Nel 1744 fu eletto Imam.
Nel 1747, il re Afsharid di Persia, Nadir Shah fu assassinato nel Khorasan. Con il caos che seguì la sua morte, le forze persiane in Oman, come ovunque nell'Impero persiano, affrontarono il vuoto gerarchico e disciplinare, che portò a una massiccia diserzione. Approfittando della situazione, Ahmad invitò la restante guarnigione persiana a un banchetto nel suo forte di Barka, dove fu massacrata.
Inizialmente alcune città dell'interno aderivano ancora agli Ya'aruba o ad altri capi locali. Sulla costa dell'Africa orientale, Ahmad bin Said fu riconosciuto come imam solo dal governatore di Zanzibar. Ahmad bin Said divenne sovrano indiscusso dell'Oman solo quando Bal'arab bin Himyar morì nel 1749. La famiglia al-Ya'arubi mantenne una certa indipendenza. Fu solo nel 1869 che la loro ultima roccaforte, il forte di al-Hayam nella regione di Al Batinah, fu conquistata da Azzan bin Qais.

## Regnanti
- Nasir bin Murshid (1624-1649)
- Sultan bin Saif (1649-88)
- Bil'arab bin Sultan (1688-1692)
- Saif bin Sultan (1692-1711)
- Sultano bin Saif II (1711-18)
- Saif bin Sultan II (1718-1719, 1720-1722, 1723-1724, 1728-1742)
- Muhanna bin Sultan (1719-20)
- Ya'arab bin Bel'arab (1722-1723)
- Muhammad bin Nasir (1724-1728)
- Sultan bin Murshid (1742-1743)
- Bal'arab bin Himyar (1728-1737, 1743-1749)

### Esplicative
1. ↑  La storia afferma che Saif e i suoi compagni rimasero stupiti dal vino a un banchetto a cui partecipavano i persiani. Il capo persiano rubò il suo sigillo e ordinò ai comandanti dei forti di consegnarli. (Thomas, 2011, p. 223.)

### Bibliografiche
1. ↑   Enrico Cerulli, Somalia, vol. 2, Istituto poligrafico dello Stato P.V., 1959,  p. 353.
2. ↑   QSA, vol. 16, Università degli studi di Venezia, 1998,  p. 91.
3. ↑   Biblioteca apostolica vaticana e Giorgio Levi Della Vida, Elenco dei manoscritti arabi islamici della Biblioteca Vaticana, Biblioteca apostolica vaticana, 1935,  pp. 155-156, ISBN 978-88-210-0103-1.
4. ↑   Manlio Dinucci, Geostoria dell'Africa, Zanichelli, 2000,  p. 32, ISBN 978-88-08-09587-9.
5. ↑   Beatrice Nicolini, Il sultanato di Zanzibar nel XIX secolo: traffici commerciali e relazioni internazionali, L'Harmattan Italia, 2002,  p. 62, ISBN 978-88-87605-90-7.
6. ↑   Jenny Walker, Jessica Lee e Jade Bremner, Oman, Emirati Arabi Uniti e Penisola Arabica, EDT srl, 13 febbraio 2020, ISBN 978-88-592-6748-5.
7. ↑   Elena Maestri, La regione del Gulf Cooperation Council (GCC). Sviluppo e sicurezza umana in Arabia: Sviluppo e sicurezza umana in Arabia, FrancoAngeli, 1º settembre 2009,  p. 48, ISBN 978-88-568-1852-9.
8. ↑  Thomas, 2011, p. 217.
9. ↑  Rabi, 2011, p. 23.
10. 1 2  Rabi, 2011, p. 24.
11. ↑  Thomas, 2011, p. 221.
12. 1 2  Miles, 1919, p. 437.
13. 1 2 3 4  Rabi, 2011, p. 25.
14. 1 2  Agius, 2012, p. 70.
15. ↑  Davies, 1997, p. 99.
16. 1 2  Beck, 2004
17. 1 2 3 4  Thomas, 2011, p. 222.
18. ↑  Siebert, 2005, p. 175.
19. ↑  Plekhanov, 2004, p. 49.
20. ↑  Ochs, 1999, p. 258.
21. 1 2  Limbert, 2010, p. 153.
22. ↑  Davies, 1997, pp. 51-52.
23. ↑  Davies, 1997, p. 52.
24. ↑  Miles, 1919, p. 225.
25. ↑  JPM Guides, 2000, p. 85.
26. 1 2  Oman From the Dawn of Islam
27. ↑  Miles, 1919, p. 240.
28. ↑  Ibn-Razîk, 2010, p. xxxv.
29. ↑  Ibn-Razîk, 2010, p. xxxvi.
30. 1 2  Ibn-Razîk, 2010, p. xxxvii.
31. ↑  Miles, 1919, p. 251.
32. ↑  Ibn-Razîk, 2010, p. xxxviii.
33. 1 2  Ibn-Razîk, 2010, p. xxxix.
34. ↑  Miles, 1919, p. 253.
35. ↑  Miles, 1919, p. 255.
36. ↑  Ibn-Razîk, 2010, p. xli.
37. ↑  Miles, 1919, p. 256.
38. ↑  Miles, 1919, p. 257.
39. 1 2  Thomas, 2011, p. 223.
40. ↑  Miles, 1919, p. 262.